# Cendol
Cendol (/ˈtʃɛndɒl/) é uma sobremesa doce gelada que contém gotas de geleia de farinha de arroz verde, açúcar de palma, leite de coco e xarope de açúcar. É comumente encontrada no Sudeste Asiático, popularizando-se na Indonésia, Malásia, Singapura, Brunei, Camboja, Timor-Leste, Vietnã, Tailândia e Birmânia. Ao lado da geleia verde, adicionam-se coberturas com jaca, feijão-azuqui açucarado e durião.

## Etimologia

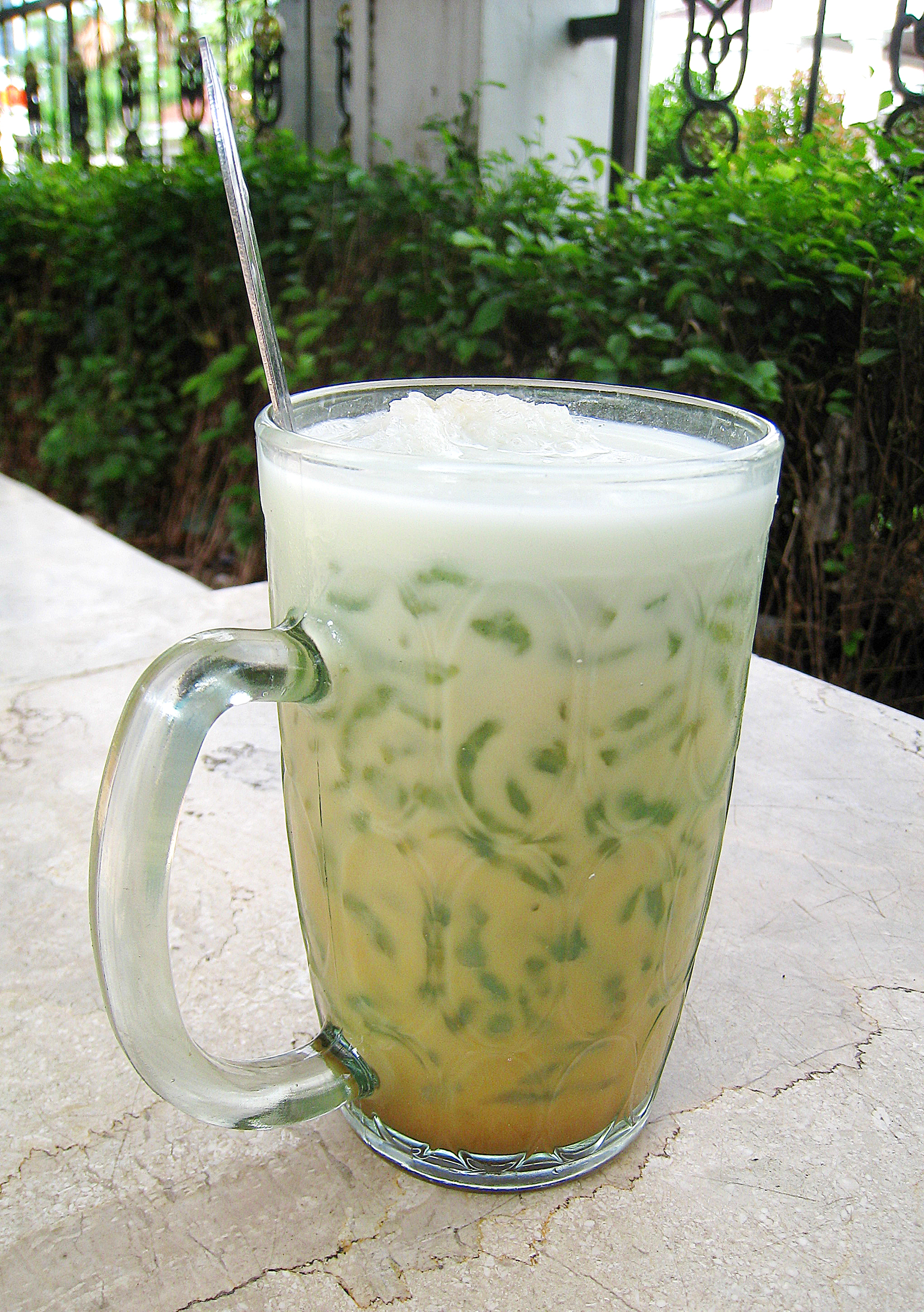
Copo com a sobremesa cendol.

A palavra cendol foi mencionada pela primeira vez em 1932 como um dos alimentos que compunham a culinária de Kuala Lumpur, conforme registrado no Malay Concordance Project, que coleciona escritos em língua malaia. O dicionário indonésio descreve o cendol como um lanche feito de farinha de arroz e outros ingredientes misturados com açúcar de palma e leite de coco. O dicionário malaio Kamus Dewan define a sobremesa como uma bebida tipo mingau com a adição de farinha de arroz, leite de coco e xarope de açúcar. Existe uma crença popular de que o nome cendol está relacionado com a palavra malaia jendol, que significa inchado. Na maioria das regiões da Indonésia, como em Java Central e Java Oriental, cendol refere-se à geleia de farinha de arroz verde, enquanto a mistura da geleia de arroz verde com leite de coco, açúcar de palma e jaca, é chamado de cendol ou dawet.
No Vietnã, essa mistura de farinha de arroz verde é chamada de bánh lọt. Portanto, bánh lọt é um ingrediente comum em bebidas de sobremesa vietnamita chamada chè, comumente chamado de chè ba màu. Na Tailândia, chama-se lot chong (ลอดช่อง), referenciando a forma em que é feito. O prato, na Tailândia, é feito pressionando a massa quente através de uma peneira em um recipiente de água fria. Na Birmânia, é conhecido como mont let saung (မုန့်လက်ဆောင်း). No Camboja, a sobremesa é conhecida como lot (លត /lɔːt/), bang-aem lot (បង្អែមលត /bɑŋʔaɛm lɔːt/), nom lot (នំលត /nɷm lɔːt/) e banh lot (បាញ់លត /baɲ lɔːt/).

## História

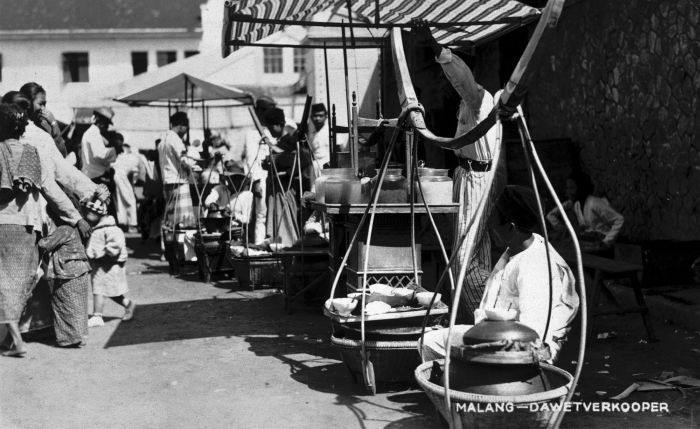
Vendedores de dawet em 1935.

A origem do cendol não é clara, além da bebida estar espalhada pelo Sudeste Asiático. No entanto, uma sugestão para a história da sobremesa é de que se originou na Indonésia. A tradição mais antiga e recente do cendol é encontrada em Java. Em Banjarnegara, na Java Central, o alimento é tradicionalmente servido sem gelo. Hoje, no entanto, adicionam-se cubos de gelo ou gelo raspado à bebida. Essa mudança pode sugerir que, ainda na região de Java, o dawet passa a ser uma bebida de sobremesa doce que antecede a adoção de gelo. É possível que outros países desenvolvam suas próprias receitas devido à disponibilidade do gelo. A utilização do gelo na bebida está associada às cidades de Malaca e Penang, onde a tecnologia de navios britânicos refrigerados proporcionariam o gelo necessário para manter a bebida em estado natural. Os ingredientes originários eram açúcar de palmeira e plantas de coco. Tradicionalmente em Java, a geleia verde é feita a partir do amigo de sagu, extraído do tronco da planta de aren.
Na tradição javanesa, dawet ou cendol fazem parte da cerimônia de casamento da região. O dodol dawet é servido durante o ritual Midodareni, um dia antes do casamento. Após o banho nupcial do siraman, os pais venderiam a casa para os convidados e familiares. O hóspede, portanto, pagaria o dawet utilizando moedas de terracota que seriam dadas à noiva como um símbolo de ganho familiar. O significado simbólico retratava a expectativa dos pais de que o casamento fosse estendido a mais convidados.
Nos anos 1900, vendedores ambulantes da Indonésia começaram a vencer a sobremesa pelo bairro Geylang, em Singapura. Posteriormente, adicionaram-se blocos ou raspas de gelo na sobremesa. Nas Índias Orientais Holandesas, os vencedores ambulantes de cendol são comumente encontrados nas cidades. Cendol foi declarado como um alimento de herança da Malásia pelo Departamento de Patrimônio Nacional da Malásia.

## Ingredientes
Os ingredientes originais da sobremesa são leite de coco, macarrão de farinha de arroz com corante verde, gelo raspado e açúcar de palma. Geralmente, o cendol original era servido em um copo grande, com xarope de açúcar no fundo, além de geleia verde despejadas com leite de coco e gelo raspado. Em Sunda, na Indonésia, o cendol é um prato verde-escuro com sagu, leite de coco e xarope de açúcar.

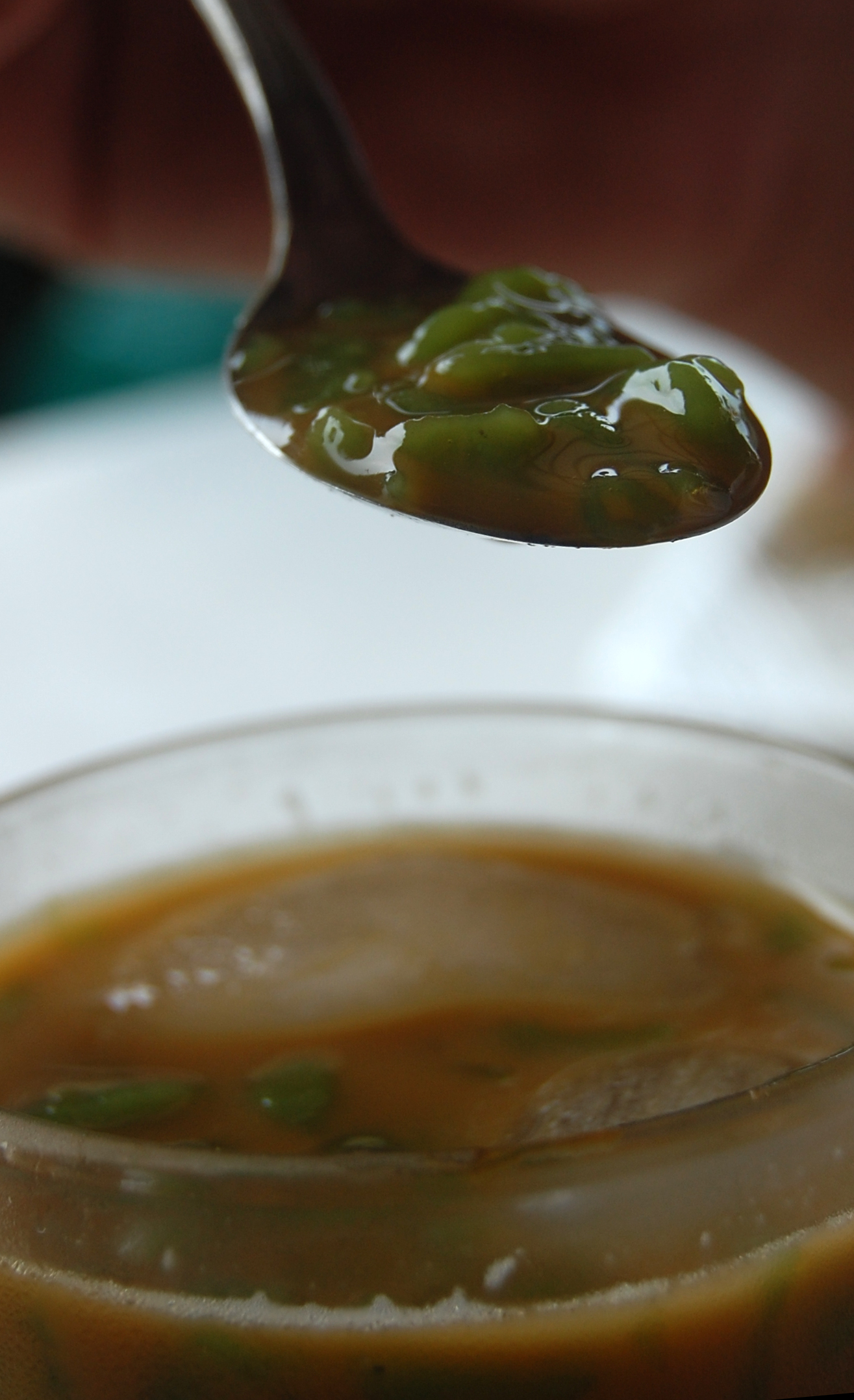
Cendol na Indonésia.
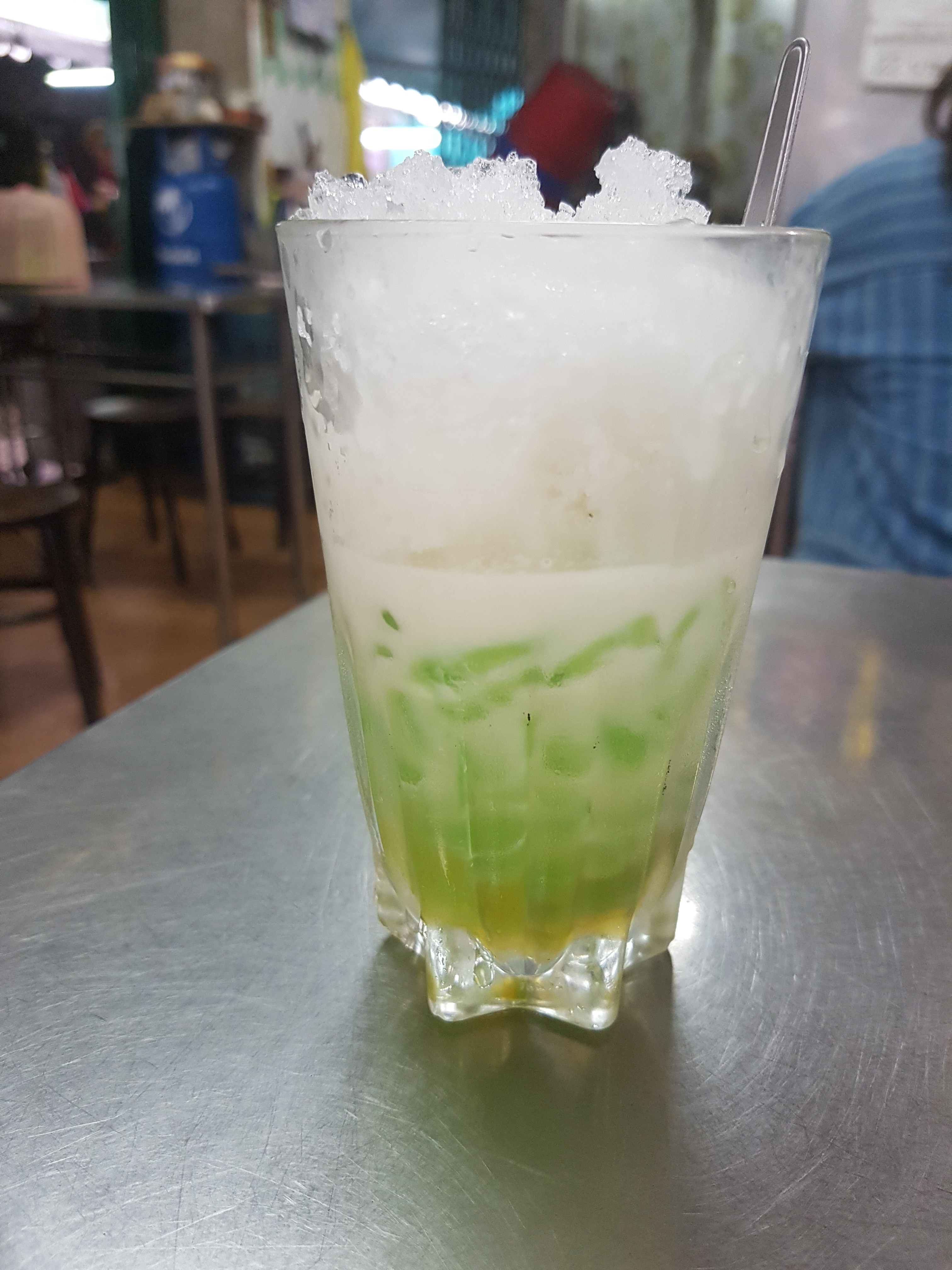
Cendol na Tailândia.
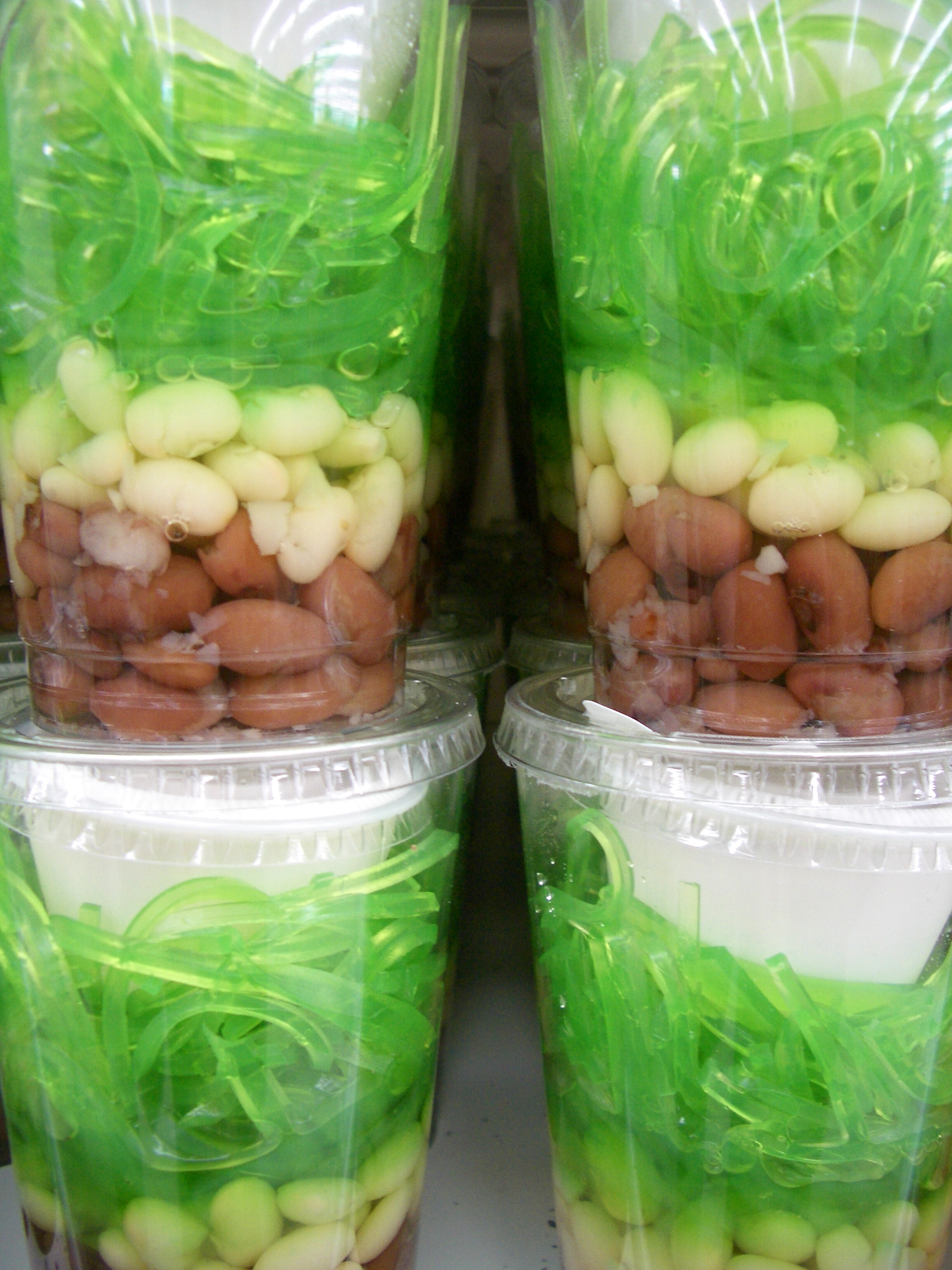
Cendol no Vietnã.
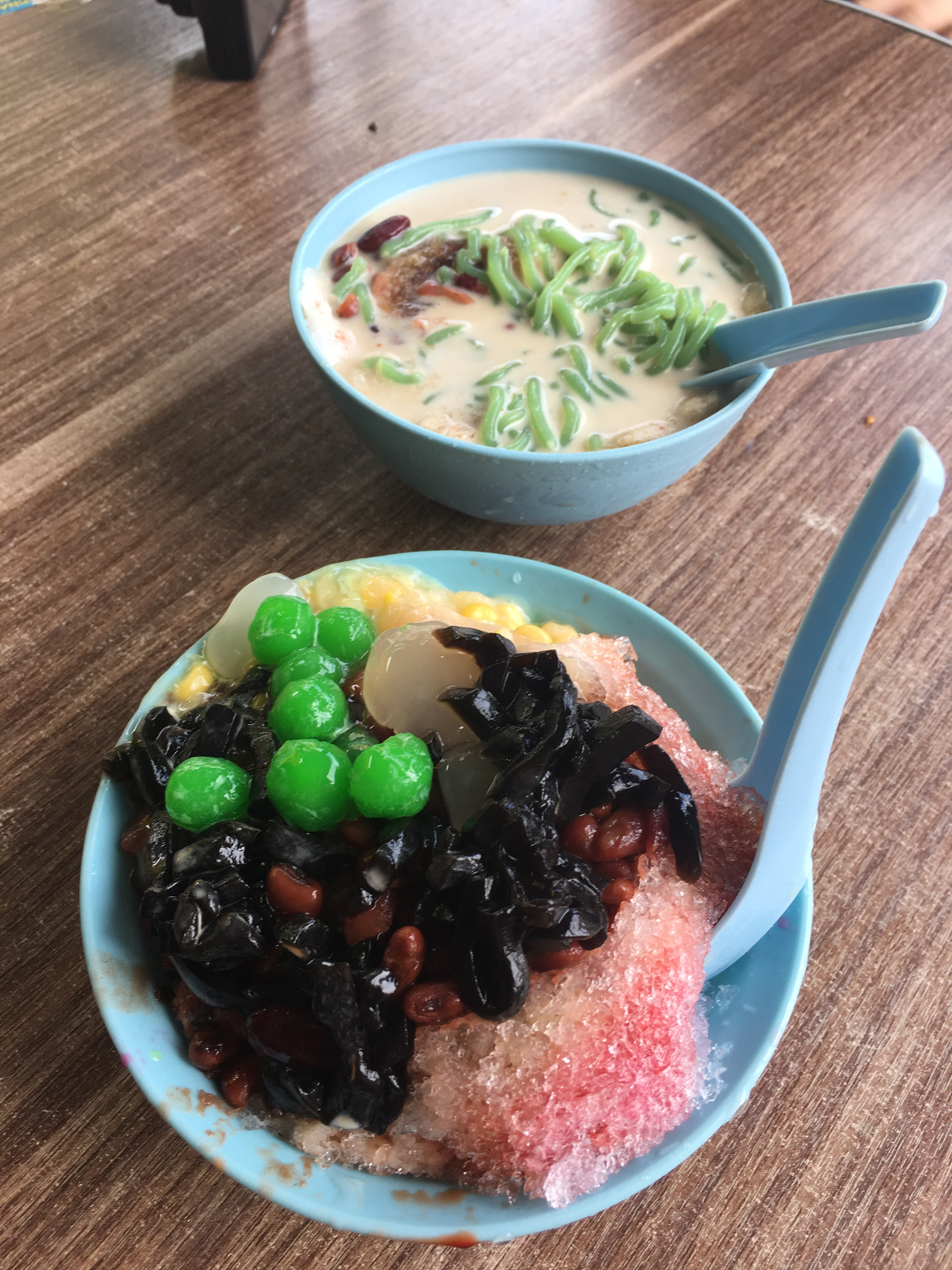
Cendol na Malásia.
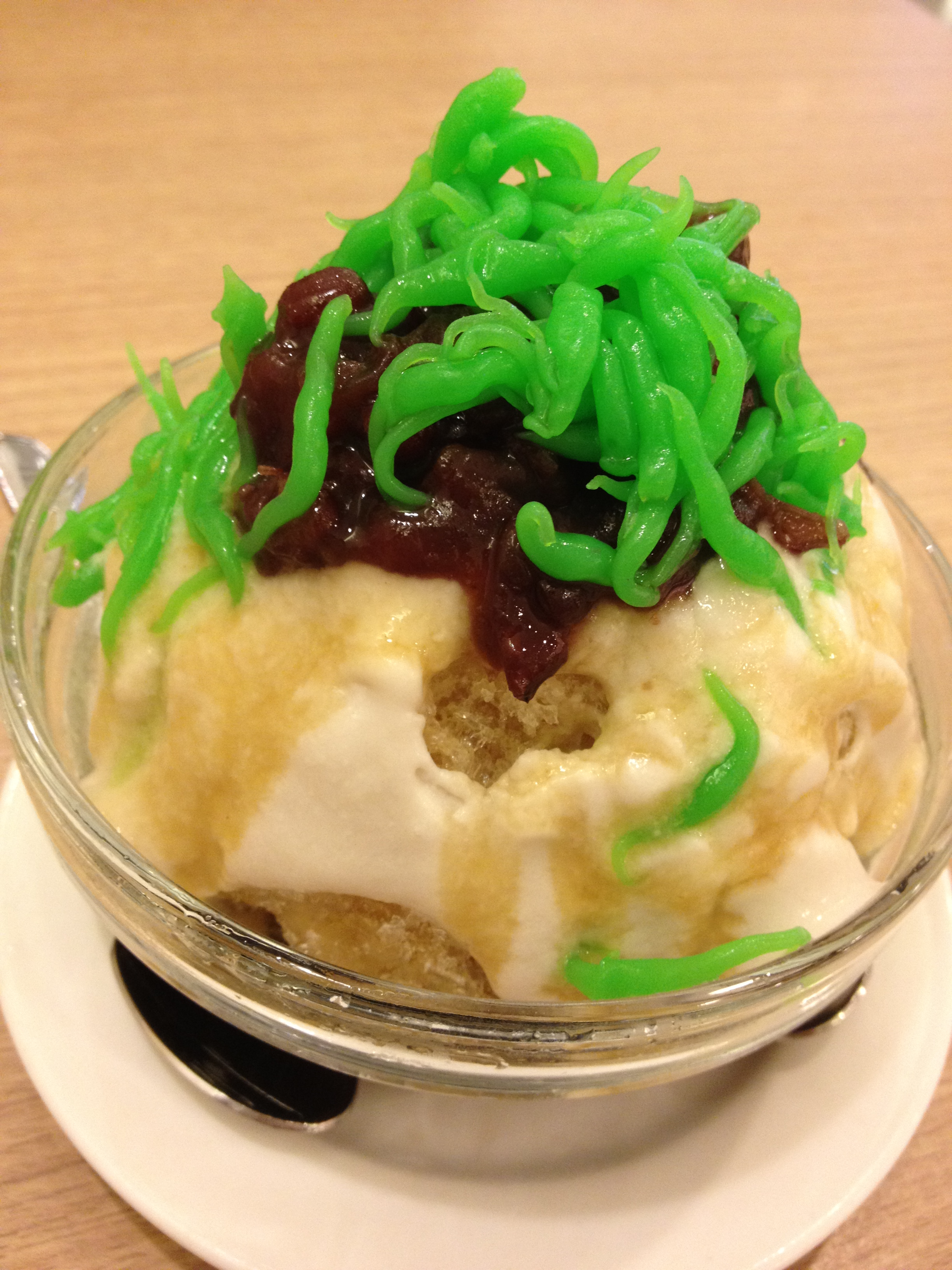
Cendol em Singapura.

Além dos ingredientes básicos que compõem a sobremesas, em Singapura, o prato é acompanhado de feijão vermelho açucarado servido em uma tigela ao invés de copo. O açúcar de palma, frequentemente seguido de xarope de açúcar, é referido como gula melaka. No Vietnã, adicionam-se ervilhas, feijão-azuqui e geleia verde. Na Tailândia, o prato compõe-se de geleia verde, leite de coco, açúcar de palma líquido e gelo raspado.

## Variações

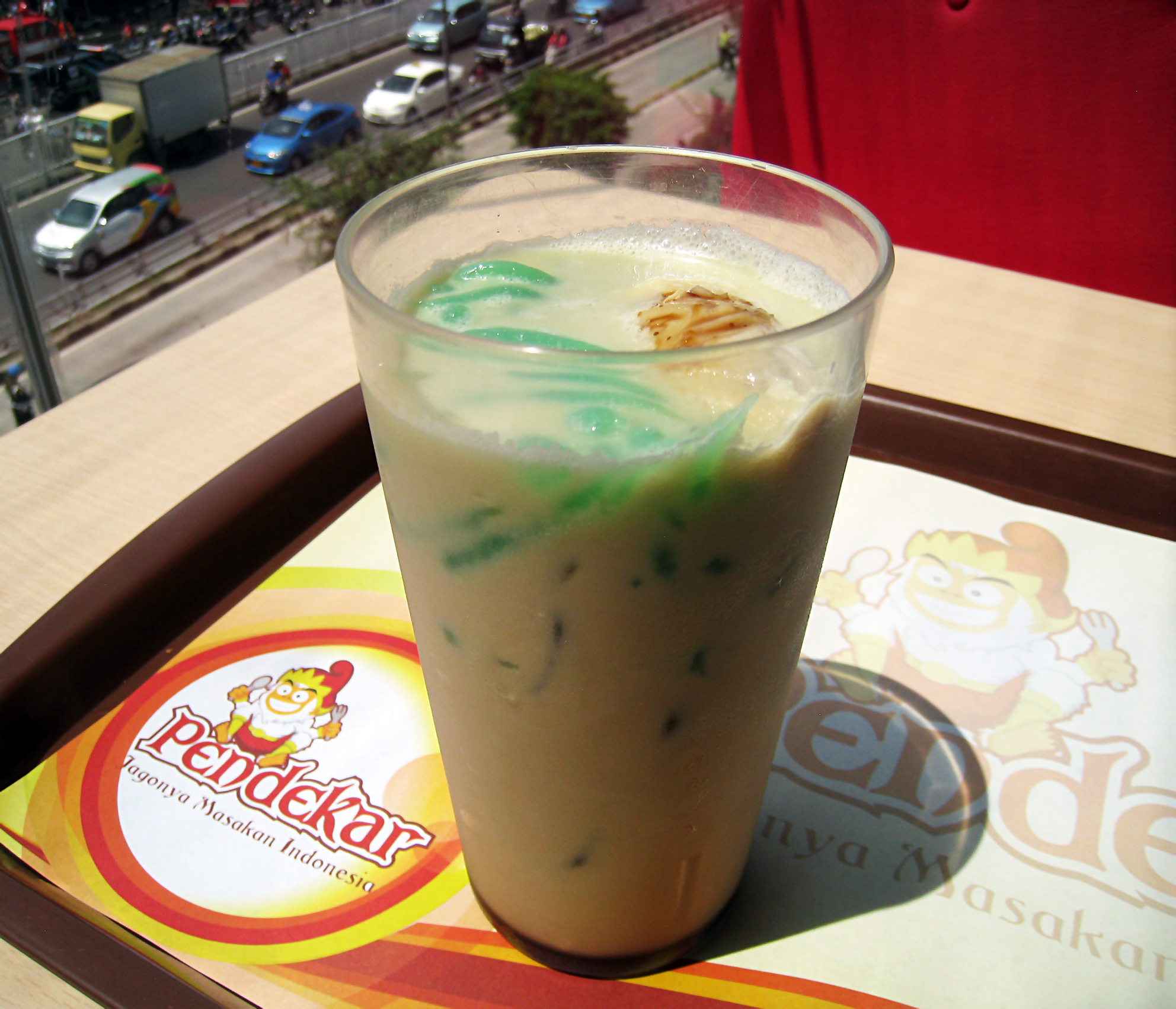
Cendol com durião.

Na Indonésia, a variamente mais famosa é o dawet de Banjarnegara, na Java Central. Outra variação é um cendol mais escuro chamado de ewwere ireng, em Purworejo, na Java Central.
Ao invés de folhas de pandanus, o cendol adquire um tom cinza. Além dos ingredientes básicos, o cendol gelado pode ser servido com coberturas adicionais, como a jaca, durião, arroz glutinoso, geleia de capim e milho em confit.  A influência de Singapura deu origem a diferentes variações do prato, como o cendol com sorvete de baunilha e coberturas de durião..

## Distribuição
A sobremesa cendol tornou-se parte da excelência culinária do Sudeste Asiático e, na maioria das vezes, é vendida e distribuída por vendedores ambulantes e locais de alimentação. Os vencedores de cendol são quase onipresentes nas cidades da Indonésia, especialmente em Jacarta, Bandung e Jogjacarta. Originalmente, o cendol ou dawet eram servidos em Java sem gelo, mas após a introdução da tecnologia de refrigeração nos países, foi servido acompanhado de gelo raspado.
Na Indonésia e Malásia, a sobremesa é normalmente vendida nas estradas. Em Singapura, encontram-se porções da sobremesa por meio de barracas de venda de sobremesa, centros de alimentação, cafeterias e restaurantes em geral.

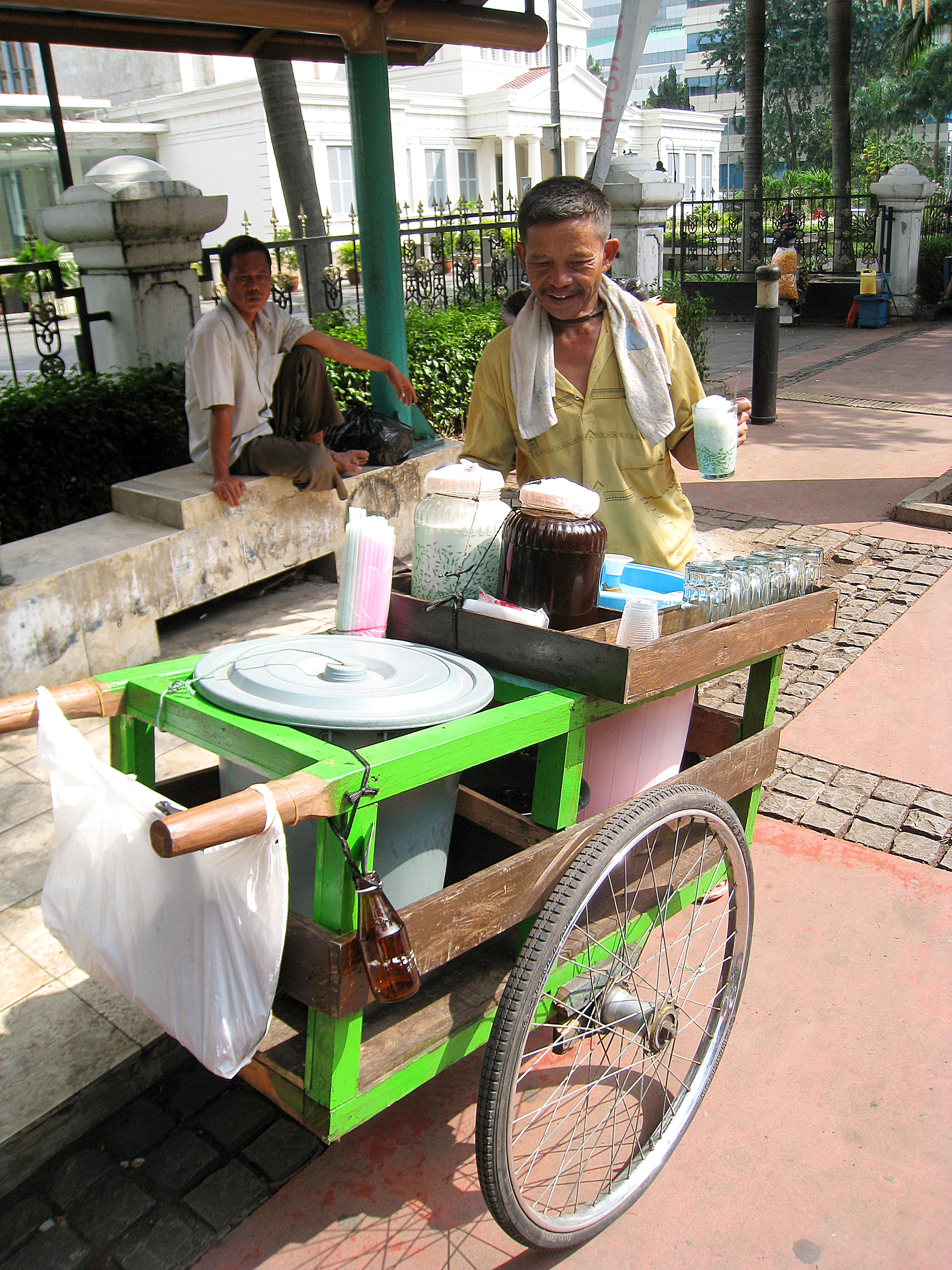
Venda do prato em Jacarta.
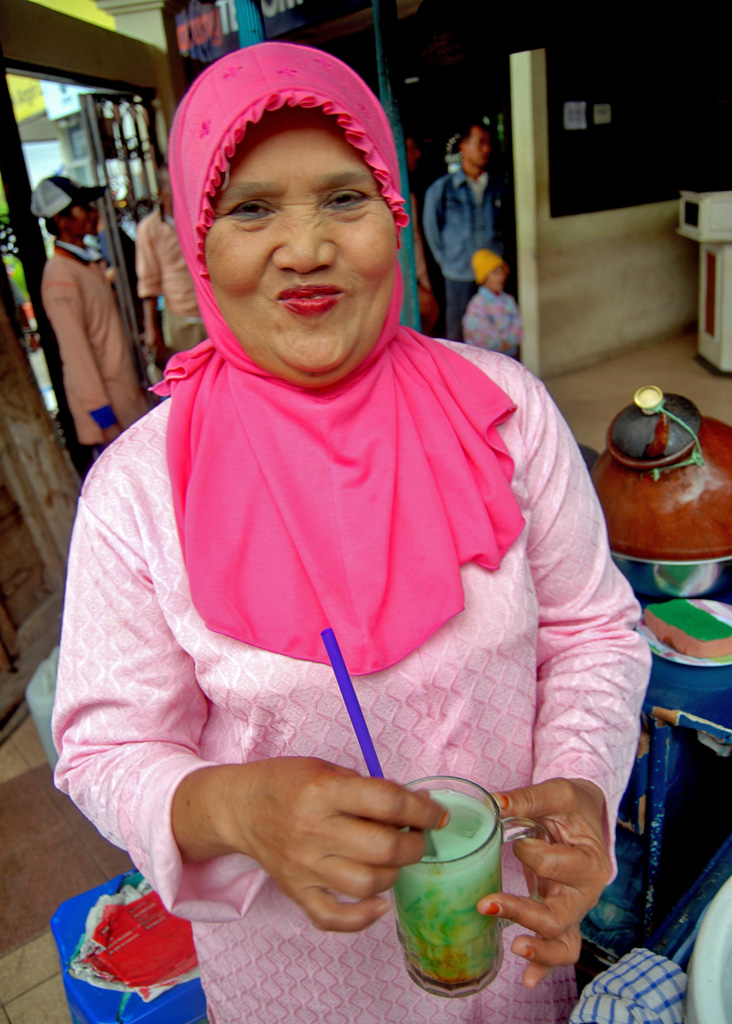
Venda do prato na Java Central.
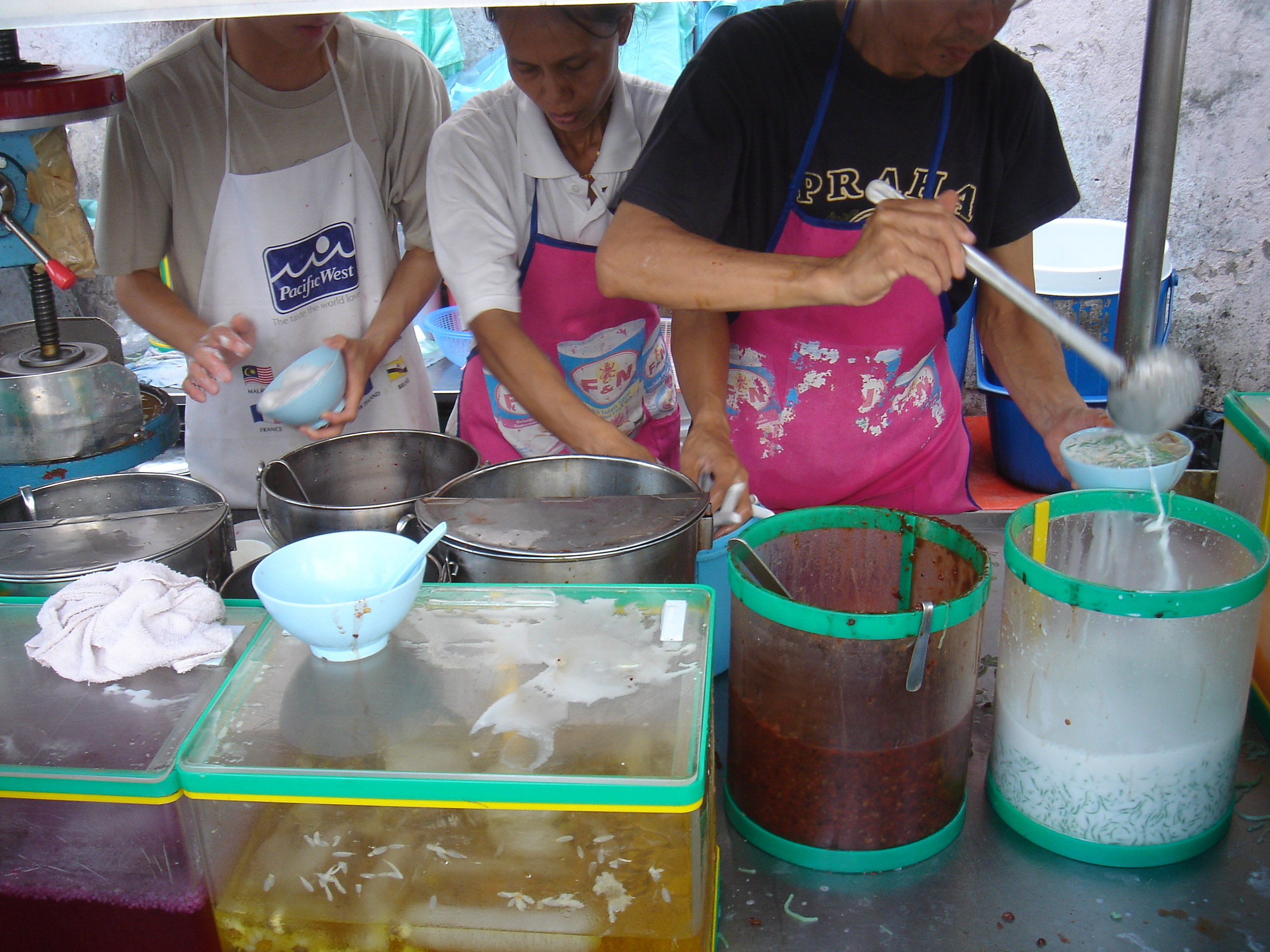
Venda do prato na Malásia.
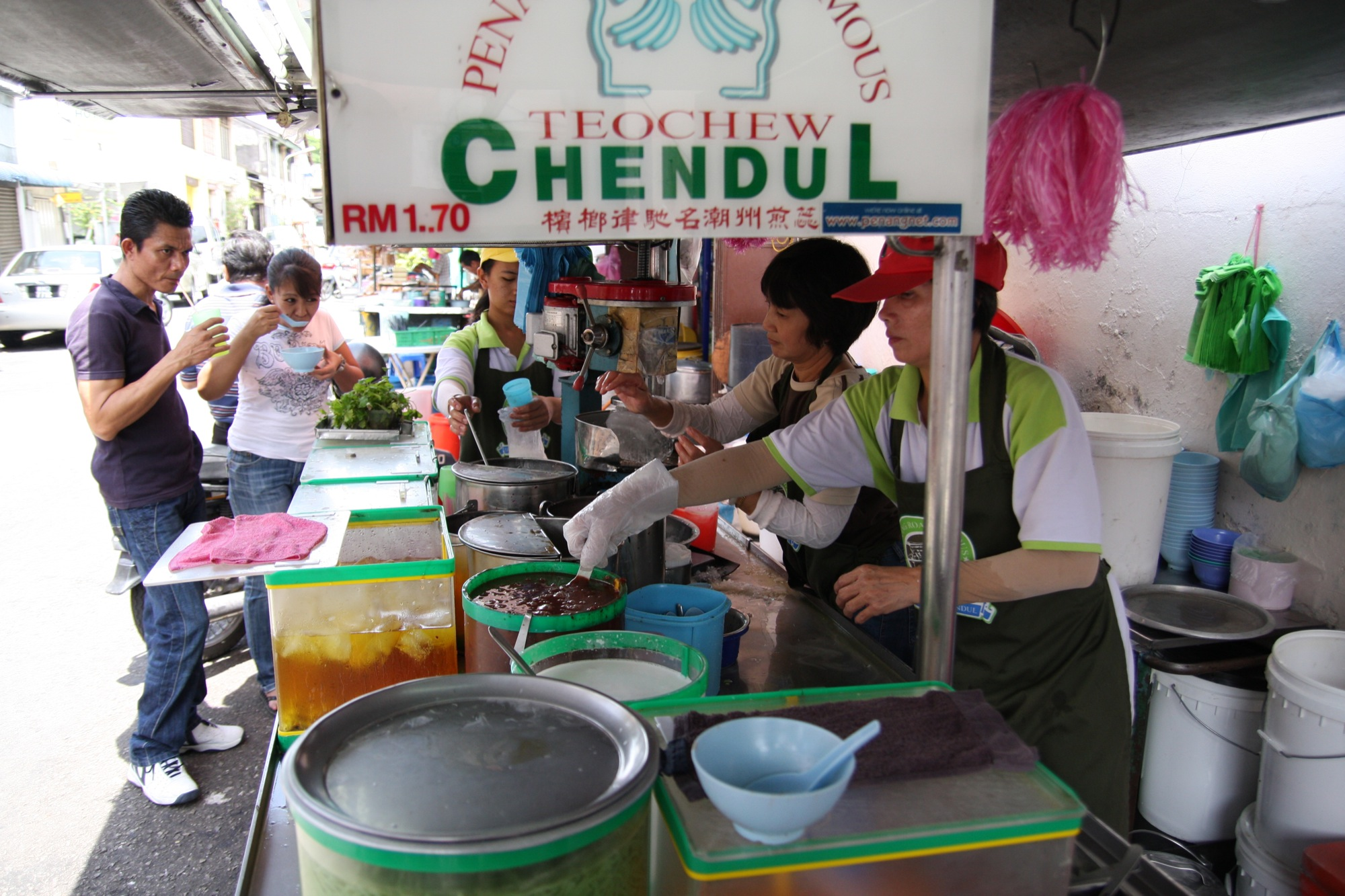
Venda do prato em Chaozhou.